# Alzenau
Alzenau er en by i den nordlige del af Landkreis Aschaffenburg i det bayerske Regierungsbezirk Unterfranken.

## Geografi
Alzenau hører til de østlige udløbere af metropol-regionen Rhein-Main-Gebiet og floden Kahl løber gennem kommunen. Det meste af byen ligger ved foden af de vestlige udløbere af bjergkæden Spessart men omfatter også Hahnenkamm på 437 moh. som højeste punkt. Med omkring 2.600 ha skov, og 85 ha vingårde, er der grund til at man kalder byen Stadt im Grünen (Byen i det grønne).

## Bydele
- Albstadt
- Alzenau
- Hörstein
- Kälberau
- Michelbach
- Wasserlos